# Carl Knowles
Carl Stanley Knowles (San Diego, California, 24 de febrero de 1910 - Los Ángeles, California, 4 de septiembre de 1981) fue un  jugador de baloncesto estadounidense. Con 1,88 m de estatura, su puesto natural en la cancha era el de alero. Fue campeón olímpico con Estados Unidos en los Juegos Olímpicos de Berlín de 1936.